# ريتا من كاشيا
ولدت ريتا سنـة 1381م في قرية روكابورينا الصـغيرة التابعة لمدينة كاشا والواقعة في منطقة جميلة في أواسط إيطاليا، شمالي روما العاصمة وتوفت في 22 مايو 1457 في نفس البلدة. ويطلق عليها أيضا ريتا دى كاشيا (شفيعة المستحيلات) وهي قديسة تابعة للجماعة الأوغسطينية. في سنة 1628، أعلنها البابا أوربان الثامن طوباوية، وفي سنة 1900، أعلنها البابا لاون الثالث عشر قديسة.

## السيرة الذاتية

### الطفولة والشباب
سميت الطفلة في العماد ماركريتا واسم «ريتا» جاء من الاسم اللاتيني «مارجريتا» والذي يعني «اللؤلؤة». وكان قد التف سرب من النحل الأبيض حول الطفلة في اليوم التالى للعماد ووضعوا العسل بفمها دون الحاق اى ضرر لها.فنجد في مدينة لأرن ببلجيكا تمثال للقديسة ريتا محاطاً بالنحل.
كانت وحيدة لوالديها اللذين بذلا قصارى جهدهما في توفير تربية مسيحية أصيلة لها. إلا أن المحيط الذي عاشت فيه ريتا الصغيرة كان مشحونا بالأحقاد والخصومات التي تؤدي غالباً إلى الأنتقام والقتل وما أن بلغت الفتاة الثانية عشر من سنها، حتى خطبها شاب اسمـه بول مانسيني وكان يعمل عسكريا في بلد يسودها الاضطرابات والحروب وهو من أبناء القرية وكان بول حاد الطبع شرس الأخلاق، على النقيض مـن ريتا الوديعة المتدينة. لكن الزواج لم يتم إلا سنـة1397، لانهماك بول في الصراعات الدائرة في المنطقة وتوفي والد ريتا بعد مدة قصيرة من زواجها، وتبعته والدتها، مما سبب حزناً عميقاً في نفس ريتا وكانت سنوات الزواج الأولى صعبة لريتا، بالنظر إلى طبع زوجها وميوله إلى العنف والشراسة. ولكنها حاولت أن تتكيف مع وضعها الجديد وأن تفهم وتتحمل مسئوليات حالتها الزوجية. فأخذت ترفع الصلوات الحارة على نية زوجها وتتفانى في خدمته واكتساب رضاه وثقته، وتبذل جهدها في استئـصال البغـض من قلبه وتوجيه مشاعره نحو الخير والسلام وأنجبت ريتا ولدين تؤمين، سمي أحدهما جان جاكومو، والآخر باولو ماريا. عكفت الأم الشابة على تربية ولديها وتوجيههما إلى الخير والمحبة منذ صغرهما. كان لميلادهما تأثير إيجابي في نفس الوالد الذي هدأ قليلاً في تصرفاته، ولم يعد يحمل السلاح إلا أن زوج ريتا اغتيل في أحد الليالي، بينما كان عائداً من كاشا إلى قريته. قبل وفاته، سمعوه يتلفظ بكلمات الغفران لقاتليه، وانكبت ريتا المنكوبة على جثمانه وقالت: «أغفر له يا رب وخلص نفسه، أغفر له كما غفر لقاتليه».
كان ذلك سنة 1415, وبالتالي فقد استمر زواجها لمدة 18 سنة وكان عمر ريتا آنذاك 34 عاماً. عكفت على الاهتمام بولديها، وكانت على علم بما يدور في خاطرهما من عواطف الثأر لوالدهما. فأخذت تصلي وتطلب من الله أن يمنع وقوع هذه الجريمة. حاولت تهدئة الولدين وحملهما على الغفران لقاتلي والدهما وإذ لم تجد محاولاتها نفعاً، عمدت إلى اسلوب بطولي: التمست من الله أن يأخذهما قبل أن يرتكبا الجريمة التي ينويان اقترافها واستجاب الله إلى تضرع هذه الوالدة القديسة، فتوفي الولدان، الواحد تلو الآخر.

### حياتها الدينية

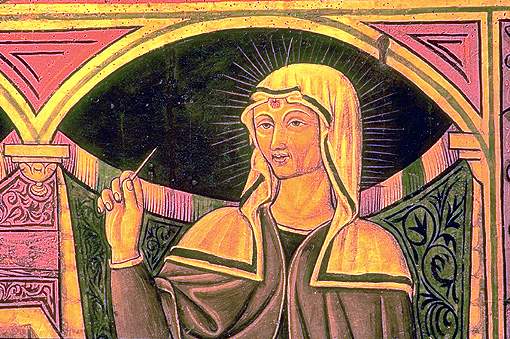
القديسة ريتا دى كاشيا

خلال سنة وجـدت ريتا نفسها أمام فراغ هائل ولكنها لم تيأس بل امتثلت للمشورة الأنجيلية، باعـت كل ما كانت تملكه ووزعت كل شيء على الفقراء والمحتاجين وعلى المشاريع الخيرية وقررت الدخول إلى دير مريم المجدلية للراهبات الأوغسطينيات في منطقة كاشا. إلا أنها رفضت من قبل راهبات الدير. واعادت ريتا الكرة مرات عديدة، ولكنها لم تتلق سوى الرفض القاطع، لكونها أرمـلـة وزوجة قتيل. لكن الله القدير دبر لها أمر دخولها إلى الدير بصورة خارقة إذ نقلها إلى الدير ليلاً، ووجدتها الراهبات صباحاً في قاعة الدير بطريقة مدهشة. فلم يسع الراهبات إلا الرضوخ لإرادة الله، وقبلن ريتا في الدير وعملت أن تنشر المحبة حولها وأن تكون رسولة للسلام. وشجرة العنب الموجودة حتى الآن في فناء الدير تشهد لطاعـة ريتا التي نزولاً عند أمر رئيستها، زرعت غصن كرمة يابساً وسقته طوال سنة كاملة وإذا بالغصن اليابس يلين، وتنبت في أطرافه براعم خضراء، ويصبح كرمة باسقة الأغصان ما تزال حتى اليوم تعطي الدير ظلها وعناقيدها. في فجر 22 ايار 1457، لفظت ريتا أنفاسها الأخيرة وهي في السابعة والسبعين من عمرها ويقال أن نواقيس الدير شرعت تقرع بشدة تلقائياً عند وفاتها وتجاوبت معها نواقيس كنائس كاشا كلها. وبعد موتها كثرت الأعاجيب التي جرت بشفاعتها، وشعَ جبينها جمالاً، وفاضَـت منها رائحة زكية. ودُفِنَ جُثمانها في ديرها. وسرعان ما أصبح محجة تقصدها جموع غفيرة من الناس. وحينما بوشر بدعوى تطويبها، وفتح قبرها، عاين الحاضرون أن جثمانها قد بقى سالماً وهـو مايزال هكذا حتى الآن.